# Awitelin Tsta
Awitelin Tsta (Awitelin–Tsta), među Zuñi Indijancima iz Novog Meksika predstavlja majku Zemlju. Ona je supruga božanstva Sunca Apoyan Tachi, i stvoritelji su prvih ljudi. U njezine četiri utrobe nalazilo se sjeme života. Unutar svake utrobe pojavila su se nedovršena stvorenja koja su puzala u mraku. Najpametniji muškarac Poshaiyangkyo, pronašao je put za izlazaka na površinu zemlje, i zamolio Sunce da pusti stvorenja van iz utrobe Awitelin Tsta–e. 
Awonawilona pošalje božanske blizance koji tada izvedoše sva bića iz zemlje. Prvi ljudi imali su čudan izgled. Imali su po sebi krljušti, kratke repove, oči poput sove, plivaće kožice na nogama i ogromne uši. Da bi se prilagodili životu na zemlji trebalo je proći dosta vremena, a u tome im je pomogaqo medicineman Yanaulaha.